# Broumov (meteorit)

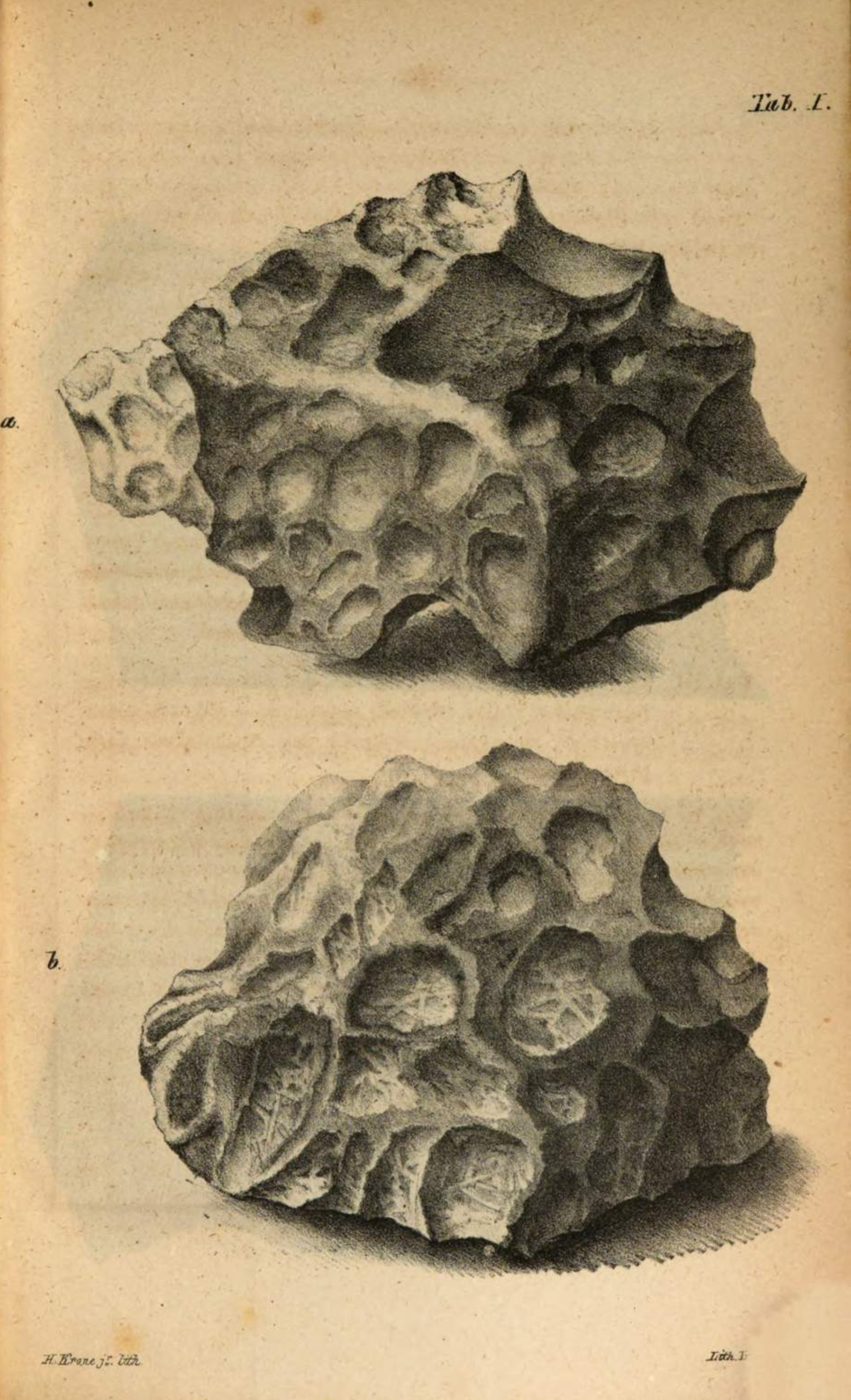
Kresba obou částí broumovského meteoritu z knihy C. Ch. Beinerta

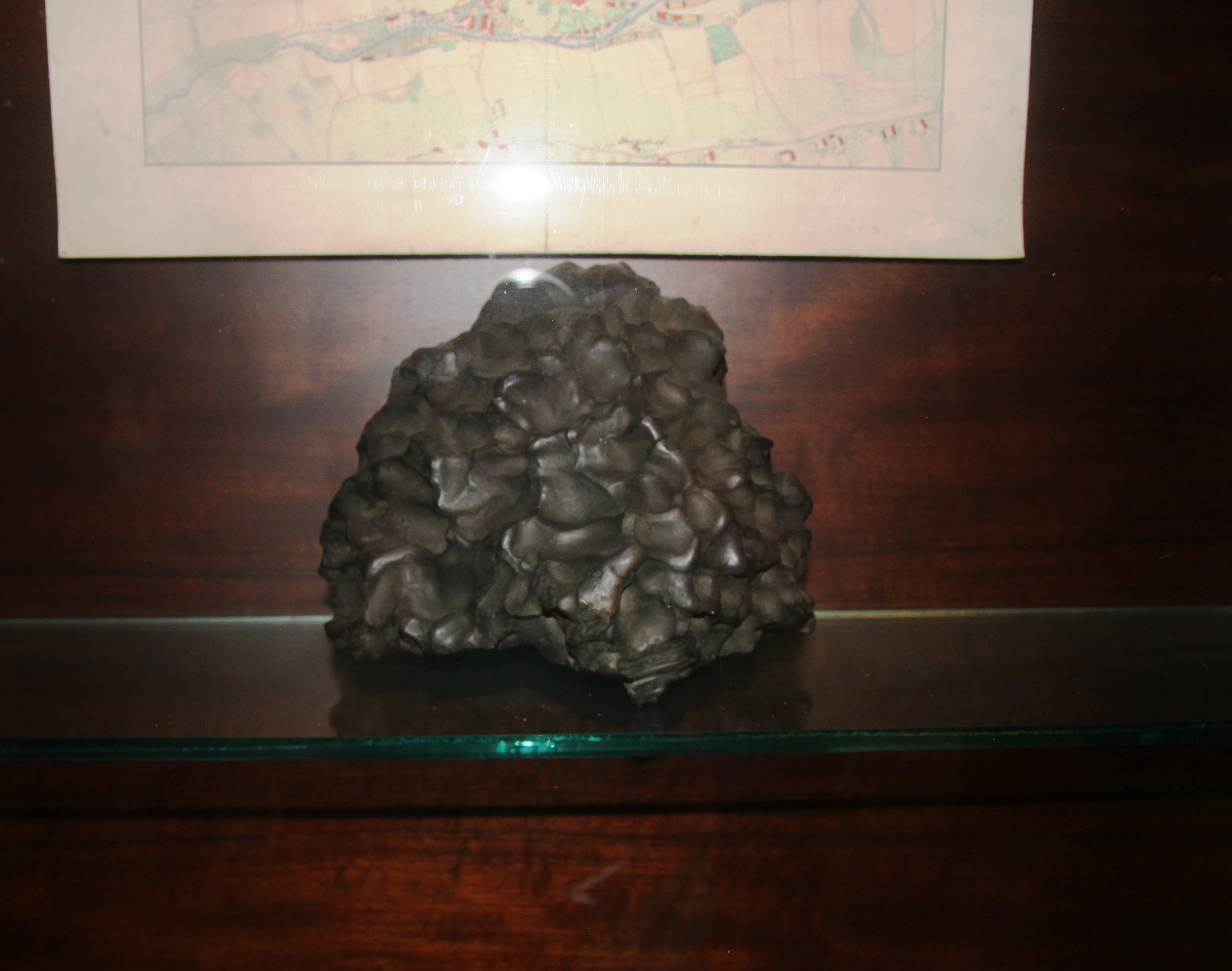
Kopie křinického kusu je umístěna v muzeu Broumov.

Broumov (německý Braunau) je označení pro meteorit, respektive dva meteority vzniklé rozpadem jednoho tělesa, které dopadly 14. července (v některých pramenech 14. června) 1847 ve 3:45 hodin v okolí Broumova. Jde o železné meteority (siderity). Oficiální jméno meteoritu je Braunau (Broumov).

## Místa dopadu

### Hejtmánkovice
Hejtmánkovice (Hauptmannsdorf), souřadnice 50°35'34.321"N, 16°19'16.202"E, louka U Myšáků. Na místě dopadu větší části meteoritu v Hejtmánkovicích na louce "U Myšáků" je umístěna pamětní deska.

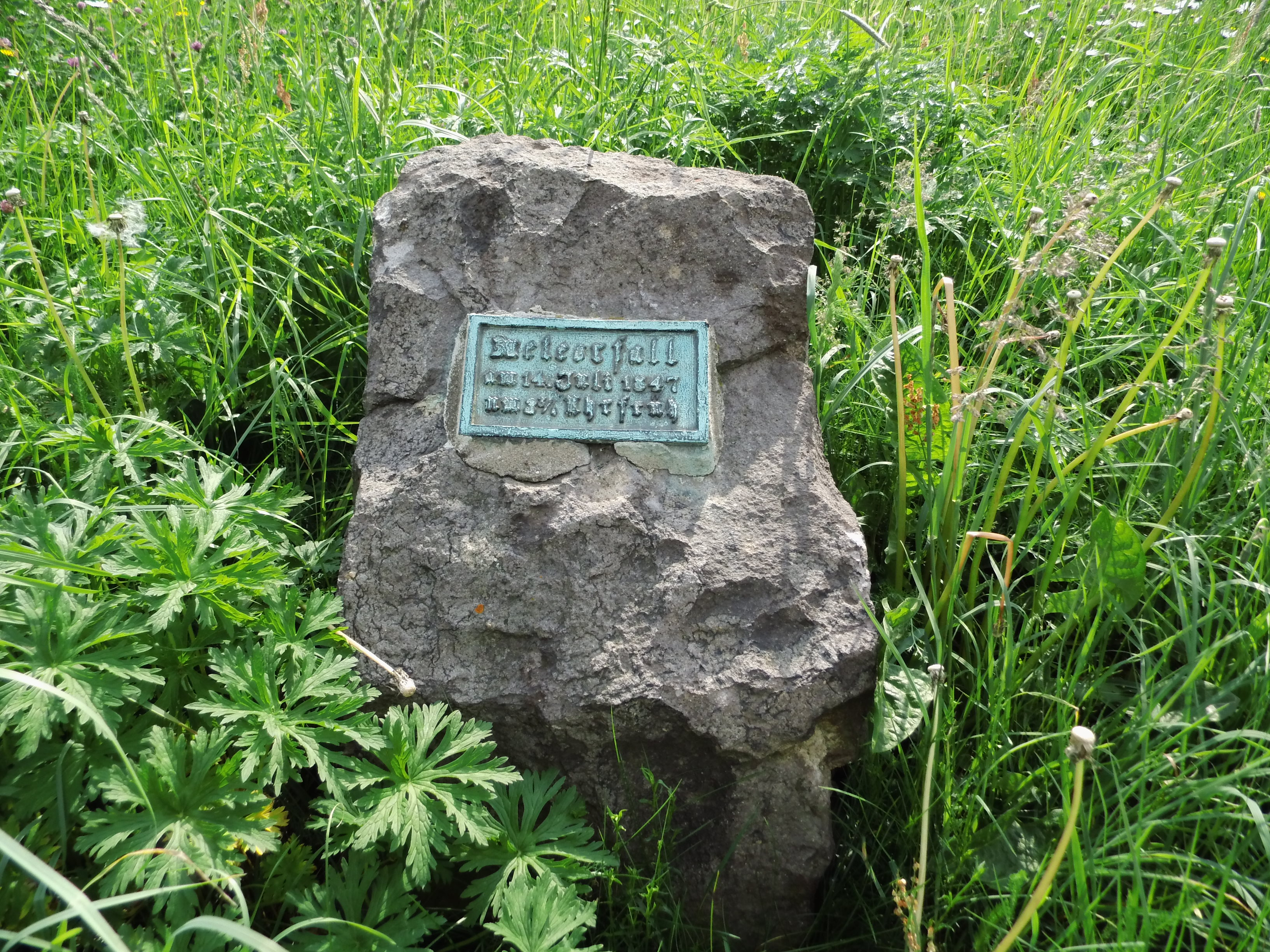
Pamětní deska
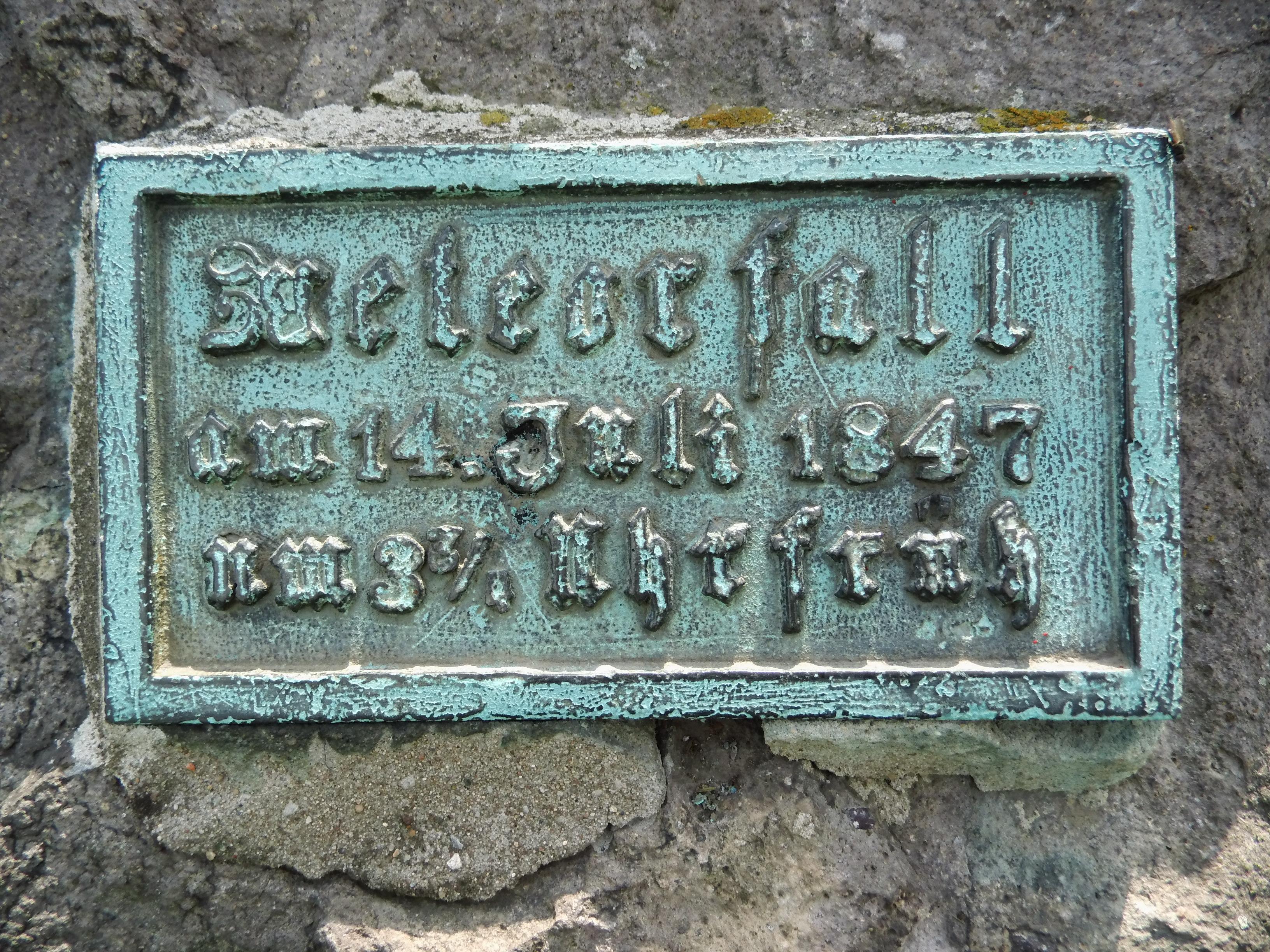
Detail
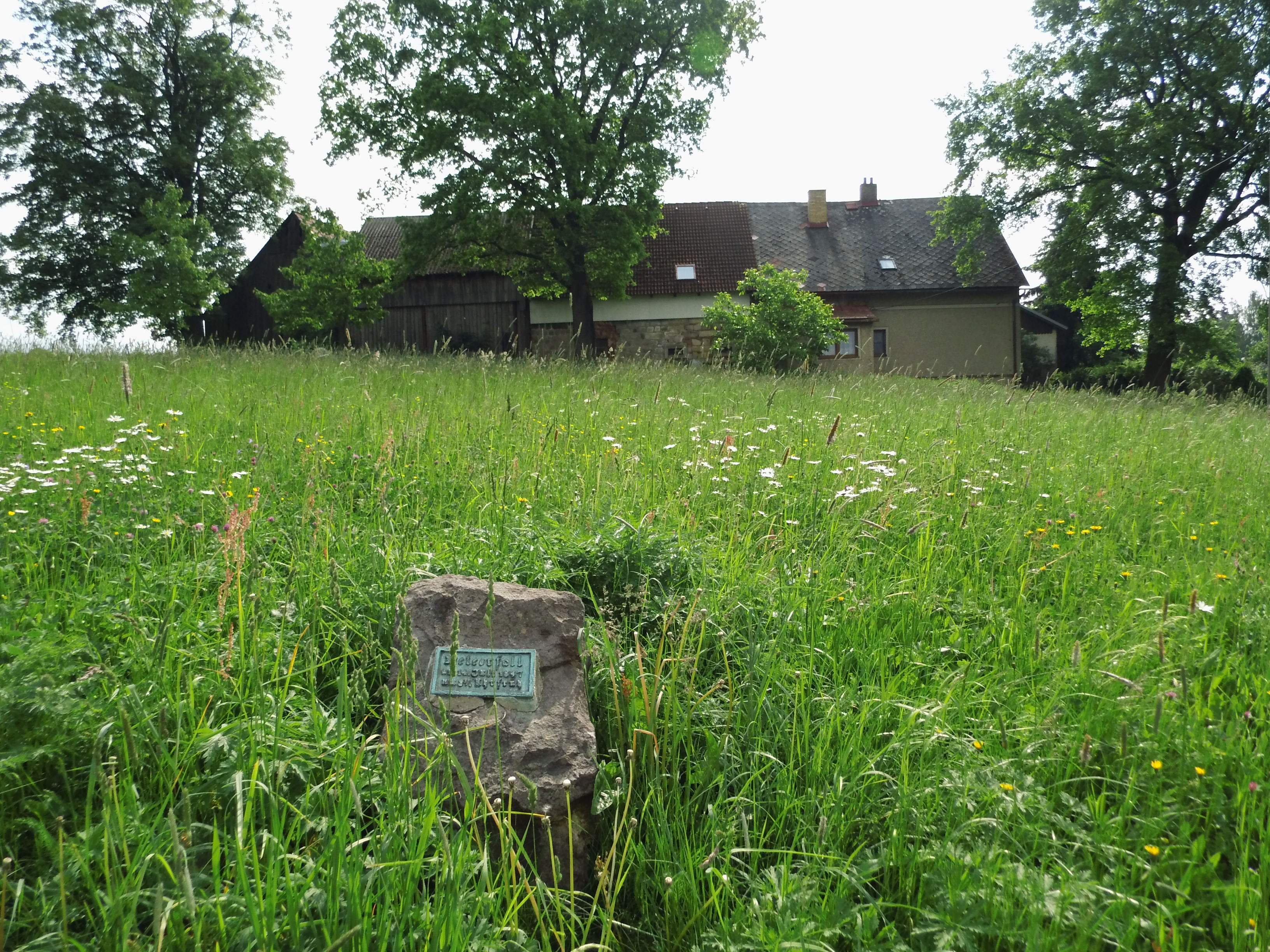
Louka U Myšáků

### Křinice
Křinice (Weckersdorf), souřadnice 50°34'26.935"N, 16°19'35.399"E, domek cihláře, dnes osada Cihelny (Ziegelschlag). Místo dopadu menší části meteoritu se nachází za Cihelným rybníkem.

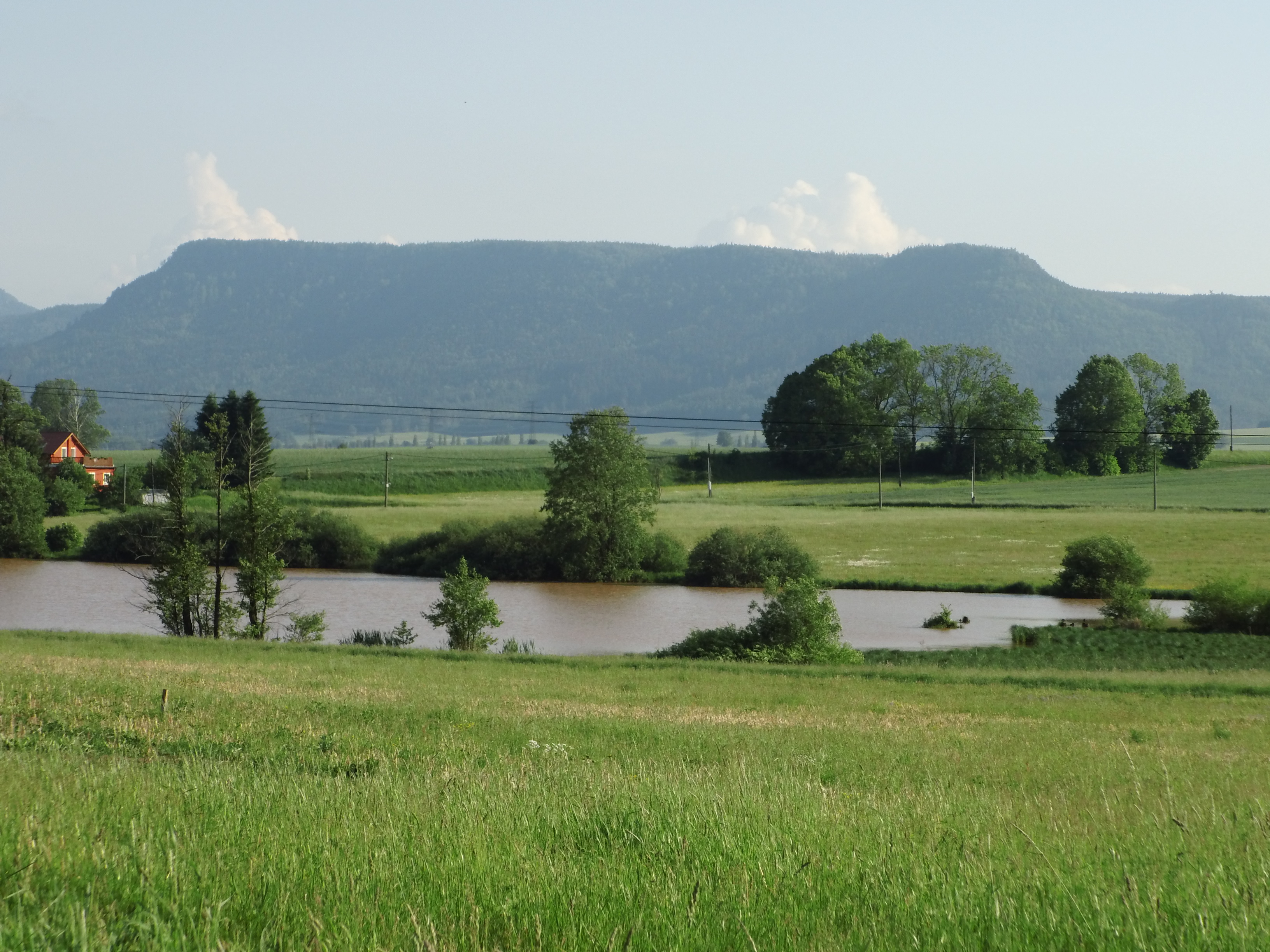
Cihelný rybník
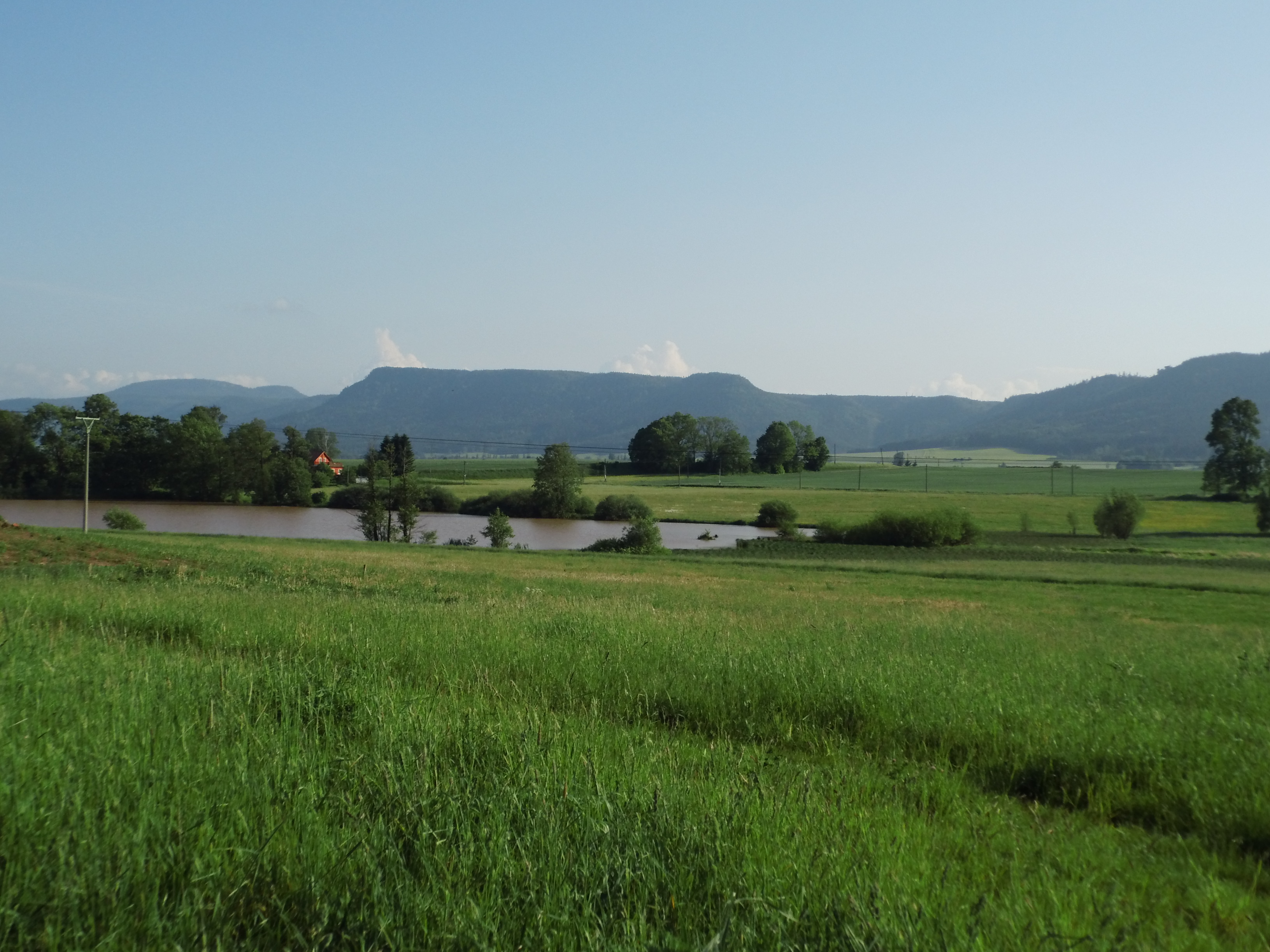
Přibližné místo dopadu

Vzdálenost obou míst dopadu je asi 2,2 km.

## Hmotnost a rozměry
- Hejtmánkovický kus 23,6 kg, rozměry 25 x 25 x 13 cm[5]
- Křinický kus 17,2 kg, rozměry 23 x 21 x 14 cm[5]

## Složení
Železný meteorit patří do chemické skupiny IIAB. Je dominantně složen z kovu Fe-Ni a krystalizuje z taveniny ve formě hexaedritu.
Meteorit Braunau byl ve své době teprve třetím železným tělesem pozorovaném při pádu. Kus větší hmotnosti (z Hejtmánkovic) byl rozřezán a rozdělen do muzeí na celém světě a to znamenalo rozhodující krok vpřed k pochopení meteoritů ze železa.

## Pozorování
V několika vesnicích v blízkosti benediktinského opatství Broumov byli lidé probuzeni zvukem hlasitých detonací, které je vyhnaly z domů. Pozorovali úkaz, který později do protokolů shodně popisovali jako let svítícího objektu v několikakilometrové výšce, zanechávajícího za sebou tmavou kouřovou stopu. Dráha směřovala od západu k východu. Detonace byly slyšet i v 50 km vzdáleném Münsterbergu (nyní Ziębice) a 80 km vzdálené Wroclawi.
- Hejtmánkovice: Občan Josef Tepper z Hejtmánkovic se domníval, že do louky u Hejtmánkovic udeřil blesk. Našel asi jeden metr dlouhou rýhu, ze které vyčníval černý horký kámen. S vynaložením větší síly se mu podařilo nápadně těžký předmět ze země vyjmout a odnést.
- Křinice: Druhá menší část úlomku dopadla na domek cihlářského dělníka Pohla v katastru Křinice. Meteorit prorazil šindelovou střechu domku, prolétl stropem a roztříštil pelest postele, na které spaly tři děti.

## Uložení
Obě meteorická tělesa získal do sbírky broumovský benediktinský klášter. Za hejtmánkovický kus opat vyplatil odměnu jak nálezci, tak i majiteli louky, křinický kus spadl na pozemek patřící klášteru.
Z obou dílů meteoritu byly krátce po pádu ve vratislavské továrně na porcelán odlity sádrové formy a pořízeny kopie.
Hejtmánkovický kus byl později rozřezán a je uložen v mnoha světových muzeích a univerzitách:
- Národní muzeum Praha 1,085 g vzorků,
- Vídeň (2,45 kg),
- Berlín (1,48 kg),
- Tübingen (915 g),
- Mnichov (590 g),
- Londýn (551 g),
- Chicago (465 g),
- Paříž (430 g),
- Washington (237 g),
- Moskva (236 g),
- Drážďany (235 g),
- New York (222 g),
- Budapešť (200 g, ztraceno v r. 1956 ?),
- Göttingen (160 g),
- Kalkata (156 g),
- Kodaň (117 g),
- Canberra (116 g),
- Leningrad (110 g),
- Vratislav (96 g),
- Harvard (92 g),
- Bonn (91 g)
- Hamburk (47 g),
- Amherst (40 g),
- Tempe (26 g).

Křinický kus je od roku 1945 v Národním muzeu v Praze.